# 海雲臺 (電影)
《海雲臺》（：／），是韓國首部災難片，2009年7月22日上映，韓國電影史上第5部超過一千萬人次票房的作品。成本高達140億韓圓，電影《明日之後》特效團隊的加入，與韓國頂尖視效團隊齊力打造影片中磅礡的視覺效果。故事主要圍繞在韓國釜山的旅遊勝地海雲臺，突如其來的一場海嘯把所有人的幸福無情地摧毀。

## 劇情介绍
萬植是在海雲臺長大的當地人，他和妍熙的父親十分友好。2004年的印尼海嘯，因2人一時錯誤的判斷，令妍熙意外地失去了父親。因為萬植感到有愧於妍熙，十分內疚，因而一直不敢向妍熙表達心中的愛意。
惟珍是海雲臺的觀光大使，她的前夫金輝是一位海洋地質學家博士。金輝發現了海雲臺周邊東海的地質情況和當年印尼海嘯出現的情況十分相似，他多次向人們警告海雲臺將會再次發生海嘯，但人們卻不聽勸告，反而強調不會再發生海嘯。
不料，預測竟然應驗了，數百萬帶着愉快心情來到海雲臺旅遊的旅客，一直在海雲臺過着安穩生活的居民，剛確認彼此心意的萬植和妍熙，惟珍和金輝加上女兒一家三口的幸福，一切...即將被那無情的海嘯摧毀。

## 演員陣容
| 演員   | 角色       | 香港配音 |
| 薛耿求 | 崔萬植     | 李錦綸   |
| 河智苑 | 姜妍熙     | 鄭麗麗   |
| 重勳   | 金輝       | 潘文柏   |
| 嚴正化 | 李惟珍     | 陸惠玲   |
| 李民基 | 崔亨植     | 李致林   |
| 姜藝媛 | 金希美     | 曾秀清   |
| 金吝勸 | 吳東春     | 李安邦   |
| 宋在浩 | 崔億兆     | 盧國權   |
| 金志映 | 琴蓮       | 林丹鳳   |
| 余鎬民 | 俊河       | 鄧志堅   |
| 成秉淑 | 東春的母親 | 雷碧娜   |
| 度容九 | 妍熙的父親 | 朱子聰   |
| 金裕貞 | 智敏       | 何寶珊   |
| 千寶根 | 勝賢       | 謝潔貞   |

## 票房

### 
最終觀影人次為11,453,338人次。

## 外部連結
- NAVER電影 （页面存档备份，存于）
- 中時娛樂電影專輯-大浩劫 （页面存档备份，存于）（中文）
- 互联网电影数据库（IMDb）上《海雲臺》的资料（英文）